# Plecotus christii
Plecotus christii — вид рукокрилих родини Лиликові (Vespertilionidae).

## Поширення, поведінка
Країни проживання: Єгипет (Синайський півострів), Лівія, Судан. Сідала лаштує у віддалених будівлях за межами міських районів і ущелинах у скелях, печерах і шахтах. Знайдений уздовж річки Ніл і у відкритих посушливих місцях проживання навколо оазів у пустелі.